# آلبریگو اوانی
آلبریگو اوانی (به ایتالیایی: Alberigo Evani) بازیکن فوتبال سابق و سرمربی اهل ایتالیا است 

## تیم ملی
از سال ۱۹۹۱ میلادی عضو تیم ملی فوتبال ایتالیا بوده و در ۱۵ بازی ملی حضور داشته‌است. او در بازی‌های ملی‌اش گلی به ثمر نرساند. اوانی آخرین بازی ملی خود را در سال ۱۹۹۴ میلادی انجام داد.